# مزون تی
یک مزون تی ٬ مزونی فرضی است که از یک کوارک سر و٬ یک کوارک بالا یا کوارک پایین یا کوارک شگفت یا کوارک افسون تشکیل شده است.به دلیل طول‌عمر کوتاه کوارک‌های بالا ٬ انتظار نمی‌رود مزون‌های تی در طبیعت یافت شوند.ترکیب یک کوارک سر با آنتی‌کوارک سر یک مزون تی نمی‌دهد بلکه یک کوارکونیوم را می‌سازد.هر مزون تی یک پادذره دارد..